# Tipula (Bellardina) theobromina
Tipula (Bellardina) theobromina is een tweevleugelige uit de familie langpootmuggen (Tipulidae). De soort komt voor in het Neotropisch gebied.